# Diclidia inyoensis
Diclidia inyoensis là một loài bọ cánh cứng trong họ Scraptiidae. Loài này được Liljeblad miêu tả khoa học năm 1921.